# Marcela Adam
Marcela Adam (n. 4 august 1974) este o filologă din Republica Moldova, deputat în  legislatura 2021-2025 a Parlamentului Republicii Moldova, reprezentantă a Partidului Acțiune și Solidaritate (PAS).

## Biografie
Adam a făcut studii de master în științe administrative în 2018-2020 la Universitatea de Stat din Moldova.
Este de profesie filologă. A fost lector universitar în cadrul Facultății de Litere a Universității de Stat din Moldova până în 2019, când s-a implicat în politică.

### Activitate politică
Este membră a Partidului Acțiune și Solidaritate din 2016, totodată vicepreședinta Organizației de Femei a PAS. În 2019, a candidat din partea Blocului Electoral „ACUM Platforma DA și PAS” la alegerile parlamentare. Nu a acces în parlament, în schimb s-a angajat drept consilier în cadrul Fracțiunii parlamentare PAS.
A candidat cu numărul 28 pe lista Partidului Acțiune și Solidaritate la alegerile parlamentare din 2021 și a acces în parlament.